# Процесс Байера
Проце́сс Ба́йера — основной промышленный способ получения глинозёма (оксида алюминия) из бокситов. Разработан Карлом Йозефом Байером. Бокситы, важнейшая алюминиевая руда, содержат 30—60 % оксида алюминия (Al2O3), остальное — смесь кремнезёма, различных оксидов железа и диоксида титана. Оксид алюминия необходимо очистить перед получением из него алюминия.
Процесс Байера также является основным источником галлия в качестве побочного продукта, несмотря на низкий выход при извлечении.

## Процесс

Блок-схема технологического процесса.

Бокситовая руда представляет собой смесь гидратированных оксидов алюминия и соединений других элементов, например, железа. Соединения алюминия в бокситах могут присутствовать в виде гиббсита (Al(OH)3), бёмита (γ-AlO(OH)) или диаспора (α-AlO(OH)); различные формы алюминиевого компонента и примеси диктуют условия извлечения. Оксиды и гидроксиды алюминия амфотерны, то есть обладают как кислотными, так и основными свойствами. Растворимость Al(III) в воде очень низкая, но существенно увеличивается как при высоком, так и при низком pH. В процессе Байера бокситовая руда нагревается в автоклаве вместе с раствором гидроксида натрия (едкий натр) при температуре от 150 °C (302 °F) до 200 °C (392 °F). При этих температурах алюминий растворяется в виде алюмината натрия (в основном [Al(OH)4]−) в процессе выщелачивания. После отделения остатка фильтрованием, гиббсит осаждается при охлаждении жидкости, а затем затравливается мелкодисперсными кристаллами гидроксида алюминия из предыдущих экстракций.  Без добавления затравки осаждение может занять несколько дней.
Процесс выщелачивания (варка) превращает оксид алюминия в руде в растворимый алюминат натрия, NaAlO2, в соответствии с химическим уравнением:
Al(OH)3+  NaOH   →   NaAlO2  +  2 H2O
Эта обработка также растворяет кремнезем, образуя силикат натрия:
2 NaOH + SiO2   →   Na2SiO3 + H2O
Однако другие компоненты боксита не растворяются. Иногда на этой стадии добавляют известь для осаждения кремнезема в виде силиката кальция. Раствор осветляют фильтрованием твердых примесей, обычно с помощью вращающегося песочного уловителя и с помощью флокулянта, такого как крахмал, для удаления мелких частиц. Нерастворенный остаток после извлечения соединений алюминия, бокситовые хвосты, содержит оксиды железа, кремнезем, кальций, титан и некоторое количество непрореагировавшего глинозема. Первоначальный процесс заключался в том, что щелочной раствор охлаждали и обрабатывали, пропуская через него диоксид углерода, метод, с помощью которого осаждается гидроксид алюминия:
2 NaAlO2 + 3 H2O + CO2 → 2 Al(OH)3 + Na2CO3
Но позже этот способ уступил место засеву пересыщенного раствора высокочистым кристаллом гидроксида алюминия (Al(OH)3), что устранило необходимость охлаждения жидкости и было более экономичным:
2 H2O + NaAlO2 → Al(OH)3 + NaOH
Часть полученного гидроксида алюминия используется в производстве химикатов для очистки воды, таких как сульфат алюминия, ПАХ (полиоксихлорид алюминия) или алюминат натрия; значительное количество также используется в качестве наполнителя в резине и пластмассах в качестве антипирена. Около 90% производимого гиббсита превращается в оксид алюминия, Al2O3, путем нагревания во вращающихся печах или кальцинаторах с псевдоожиженным слоем до температуры около 1470 K (1200 °C).
2 Al(OH)3 → Al2O3 + 3 H2O
Оставшийся «отработанный» раствор алюмината натрия затем рециркулируется. Помимо улучшения экономичности процесса, рециркуляция накапливает примеси галлия и ванадия в маточных растворах, так что их можно выгодно извлечь.
Органические примеси, которые накапливаются во время осаждения гиббсита, могут вызывать различные проблемы, например, высокий уровень нежелательных веществ в гиббсите, обесцвечивание раствора и гиббсита, потери едкого вещества, а также повышенную вязкость и плотность рабочей жидкости.
Для бокситов, содержащих более 10% кремнезема, процесс Байера становится неэкономичным из-за образования нерастворимого алюмосиликата натрия, что снижает выход, поэтому необходимо выбирать другой процесс.
3800 фунтов (1,7 тонны)-7200 фунтов (3,3 тонны) боксита (что соответствует примерно 90% содержания глинозема в боксите) требуется для производства 2000 фунтов (0,91 тонны) оксида алюминия. Это связано с тем, что большая часть алюминия в руде растворяется в процессе. Потребление энергии составляет от 7 до 21 ГДж (от 2 до 6 МВт*ч)  на тонну (в зависимости от процесса), большая часть которой приходится на тепловую энергию. Более 90% (95-96%) производимого оксида алюминия используется в процессе Холла-Эру (англ.)  для производства алюминия.

## Отходы
Красный шлам — отходы, образующиеся при выщелачивании бокситов гидроксидом натрия. Он имеет высокое содержание кальция и гидроксида натрия со сложным химическим составом и, соответственно, является очень едким и потенциальным источником загрязнения. Количество образующегося красного шлама значительно, и это побудило ученых и переработчиков искать способы его использования. Он привлек внимание как возможный источник ванадия. Из-за низкого выхода при извлечении большая часть галлия попадает в оксид алюминия в качестве примеси и в красный шлам.
Одно из применений красного шлама — производство керамики. Красный шлам высыхает до состояния мелкого порошка, содержащего железо, алюминий, кальций и натрий. Он становится опасным для здоровья, когда некоторые заводы используют отходы для производства оксидов алюминия.
В США отходы сбрасываются в большие водохранилища, созданные плотинами. Водохранилища обычно облицованы глиняными или синтетическими прокладками. США не одобряют использование отходов из-за опасности, которую они представляют для окружающей среды. EPA выявило высокий уровень мышьяка и хрома в некоторых образцах красного шлама.

### Авария на глинозёмном заводе в Айке
4 октября 2010 года на глинозёмном заводе в Айке в Венгрии произошла авария, в результате которой обрушилась западная дамба резервуара с красным шламом. Резервуар был заполнен 700 000 m3 смеси красного шлама и воды с pH 12. Смесь была выпущена в долину реки Торна и затопила части города Девечер, а также деревни Колонтар и Шомловашархей. В результате инцидента погибли 10 человек, более ста получили ранения, а также были загрязнены озера и реки.

## История
В 1859 году Анри Этьен Сент-Клер Девиль во Франции разработал метод получения глинозема путём нагревания боксита в карбонате натрия, Na2CO3 при 1200 °C, выщелачивания образовавшегося алюмината натрия водой, а затем осаждения гидроксида алюминия диоксидом углерода, CO2, который затем фильтровали и сушили. Этот процесс известен как процесс Девилля-Пешине (англ.). В 1886 году был изобретён электролитический процесс Холла-Эру, а в 1887 году был изобретён процесс цианирования.
Процесс Байера был изобретен в 1888 году Карлом Йозефом Байером. Работая в Санкт-Петербурге, Россия, над разработкой метода получения глинозема для текстильной промышленности (он использовался в качестве протравы при крашении хлопка), Байер в 1887 году обнаружил, что гидроксид алюминия, осажденный из щелочного раствора, был кристаллическим и мог быть легко отфильтрован и промыт, в то время как осажденный из кислой среды путем нейтрализации был студенистым и трудно промывался. Промышленный успех этого процесса привел к тому, что он заменил процесс Девилля-Пешине, что ознаменовало рождение современной области гидрометаллургия.
Инженерные аспекты процесса были усовершенствованы для снижения затрат, начиная с 1967 года в Германии и Чехословакии. Это было сделано за счет увеличения рекуперации тепла и использования больших автоклавов и отстойников. Для более эффективного использования энергии использовались теплообменники и флэш-танки, а реакторы большего размера уменьшали количество теряемого тепла. Эффективность была повышена за счет соединения автоклавов для повышения эффективности работы.
В настоящее время процесс Байера обеспечивает почти весь мировой объем производства глинозема в качестве промежуточного этапа в производстве алюминия.